# Борбей, Александру
Алекса́ндру Бо́рбей (рум. Alexandru Borbely; 27 ноября 1910 или 12 декабря 1900, Бухарест — 26 августа 1987) — румынский футболист, полузащитник.

## Карьера
О карьере Борбея известно мало: почти всю карьеру он провёл в бухарестском клубе «Бельведере». В сборной не сыграл ни одной встречи, но был заявлен на ЧМ-1930.